# Perscheid
For the German cartoonist, see Martin Perscheid.
Perscheid là một đô thị ở huyện Rhein-Hunsrück bang Rheinland-Pfalz, phía tây nước Đức.